# 小桜池なつみ
小桜池 なつみ（おおうち なつみ、7月27日- ）は、日本の漫画家。桜なみとしても活動。岩手県出身。集英社の漫画雑誌『りぼん』を中心に執筆活動を行っている。『りぼん』編集部公式の愛称は"なっちゃん"。

## 略歴
2004年、『りぼん冬休みびっくり増刊号』掲載の「スプリング」（53回りぼん新人漫画賞佳作）にてデビュー。
第3作目の「7歩めの未来」が『りぼん』に掲載。その後も幾度か『りぼん』での連載を行い、同誌を中心とした活動を継続している。

## 作品
- スプリング（デビュー作）
- 彼が彼女に望むもの
- 7歩目の未来
- あなたへの月
- 片思いの、その先
- 恋の一秒後（初連載・全3回）
- 姫君のアイコン（連載・全6回＋番外編 親子の気持ち）
- 青空ポップ（連載・全25回）
- スタンドバイミー
- 白雪ポップ
- デザートポップ
- ヤマアラシ
- フライハイ!（連載・全13回＋番外編 葵ハイ!）
- 真昼のスピカ
- スパンコールピンク
- 囚われのスーパーノヴァ
- 乙女☆コレクション（原作：かたやま和華）
- バタフライ デイズ
- 花に嵐
- パーフェクト・ローズ（連載全12回+花と蝶々〜パーフェクト・ローズ番外編〜）
- ヒカリノコ
- 逆転恋愛ゲーム
- 絵空事ノート（読み切り+連載全5回）
- ラブレター小説
- ifの虜（『月刊ヤングキングアワーズGH』連載）

## 書誌
以下は〈りぼんマスコットコミックス〉より刊行。
- 小桜池なつみ 『あなたへの月』 2005年4月15日初版発行 ISBN 4-08-856604-1
- 小桜池なつみ 『姫君のアイコン』 2006年4月14日初版発行 ISBN 4-08-856679-3
- 小桜池なつみ 『青空ポップ』（全5巻）

1. 2006年11月15日初版発行 ISBN 4-08-856715-3
2. 2007年4月13日初版発行 ISBN 978-4-08-856737-2
3. 2007年9月14日初版発行 ISBN 978-4-08-856768-6
4. 2008年2月15日初版発行 ISBN 978-4-08-856800-3
5. 2008年8月12日初版発行 ISBN 978-4-08-856832-4

- 小桜池なつみ 『恋の1秒後』  2008年10月15日初版発行 ISBN 978-4-08-856846-1
- 小桜池なつみ 『フライハイ!』（全3巻）

1. 2009年3月13日初版発行 ISBN 978-4-08-856874-4
2. 2009年8月12日初版発行 ISBN 978-4-08-867004-1
3. 2010年1月15日初版発行 ISBN 978-4-08-867031-7

- 小桜池なつみ 『花に嵐』
- 小桜池なつみ 『パーフェクト・ローズ』（全3巻）

以下は〈マーガレットコミックス〉より刊行。
- 小桜池なつみ 『絵空事ノート』